# Jonglei
Jonglei (d. arab. جونقلي – Dżunkali) – stan w Sudanie Południowym, istniejący do 2015 roku (wówczas to podzielony na stany: Boma, Eastern Bieh, Western Bieh i Jonglei) i ponownie od roku 2020.  Według spisu z 2008 roku Populacja stanu wynosiła 1358602 osób. Stolicą jest miasto Bor na południu stanu. 
Do 2015 w skład stanu wchodziło 11 hrabstw.